# A Father's Watch
A Father's Watch (El reloj de un padre en España e Hispanoamérica) es un episodio perteneciente a la vigesimoctava temporada de la serie animada Los Simpson, emitido originalmente el 12 de marzo de 2017 en EE.UU. El episodio fue escrito por Simon Rich y dirigido por Bob Anderson.

## Sinopsis
Preocupada por el hecho de que Bart está destinado al fracaso, Marge convoca a una serie de "expertos" en paternidad para dar consejo sobre como hacer a sus hijos exitosos. Homero decide sacar provecho de los consejos de un experto abriendo una tienda de trofeos en Springfield. Mientras tanto, Bart recibe de su abuelo un reloj que le da la confianza para mejorar en varias de sus prácticas (escolares y en su tiempo libre). Dicho reloj ha sido codiciado por Homero durante años. Al punto de haber escrito un libro al respecto.